# غابرييل روجيت

غابرييل روجيت (بالفرنسية: Gabriel Ruget )‏ (و. 1943  م) هو رياضياتي، وباحث، وأستاذ جامعة ‏، من فرنسا.

## مناصب
تولى منصب مدير، مدرسة الأساتذة العليا (2000–2005).

## التعليم
تعلم في مدرسة الأساتذة العليا، وجامعة باريس الجنوبية.

## جوائز
حصل على جوائز منها:
- فارس وسام الاستحقاق الوطني.